# Niotaze (Kansas)
Niotaze – miasto położone w hrabstwie Chautauqua.